# Kungliga begravningsplatsen
Kungliga begravningsplatsen är en kyrkogård för medlemmar av den svenska kungliga familjen. Den är belägen på ön Karlsborg i Brunnsviken inom Hagaparken, Solna kommun. Den är belägen i Kungliga Nationalstadsparken.

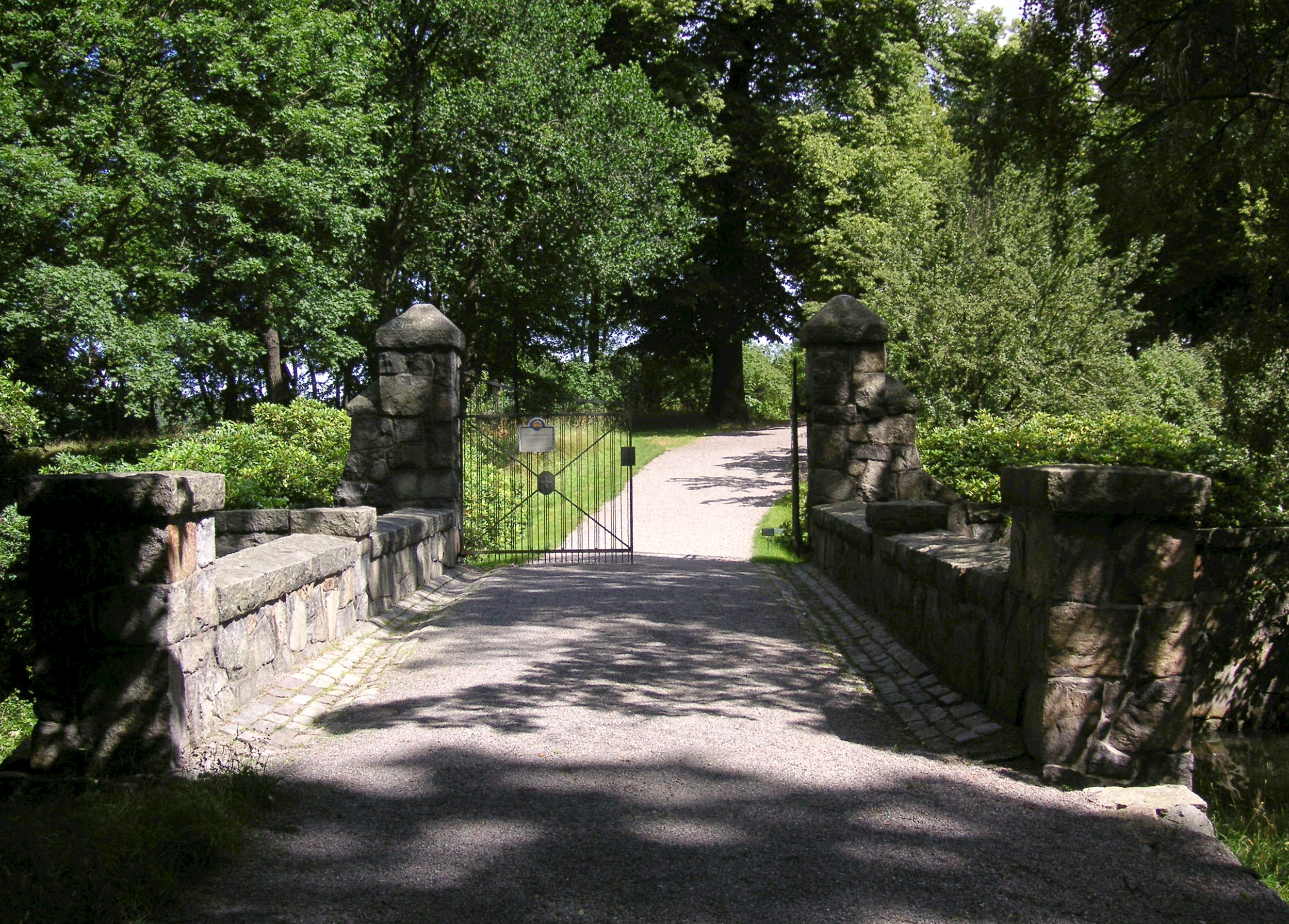
Den av Boberg gestaltade entrén till begravningsplatsen, vy från Hagaparken.

## Historik

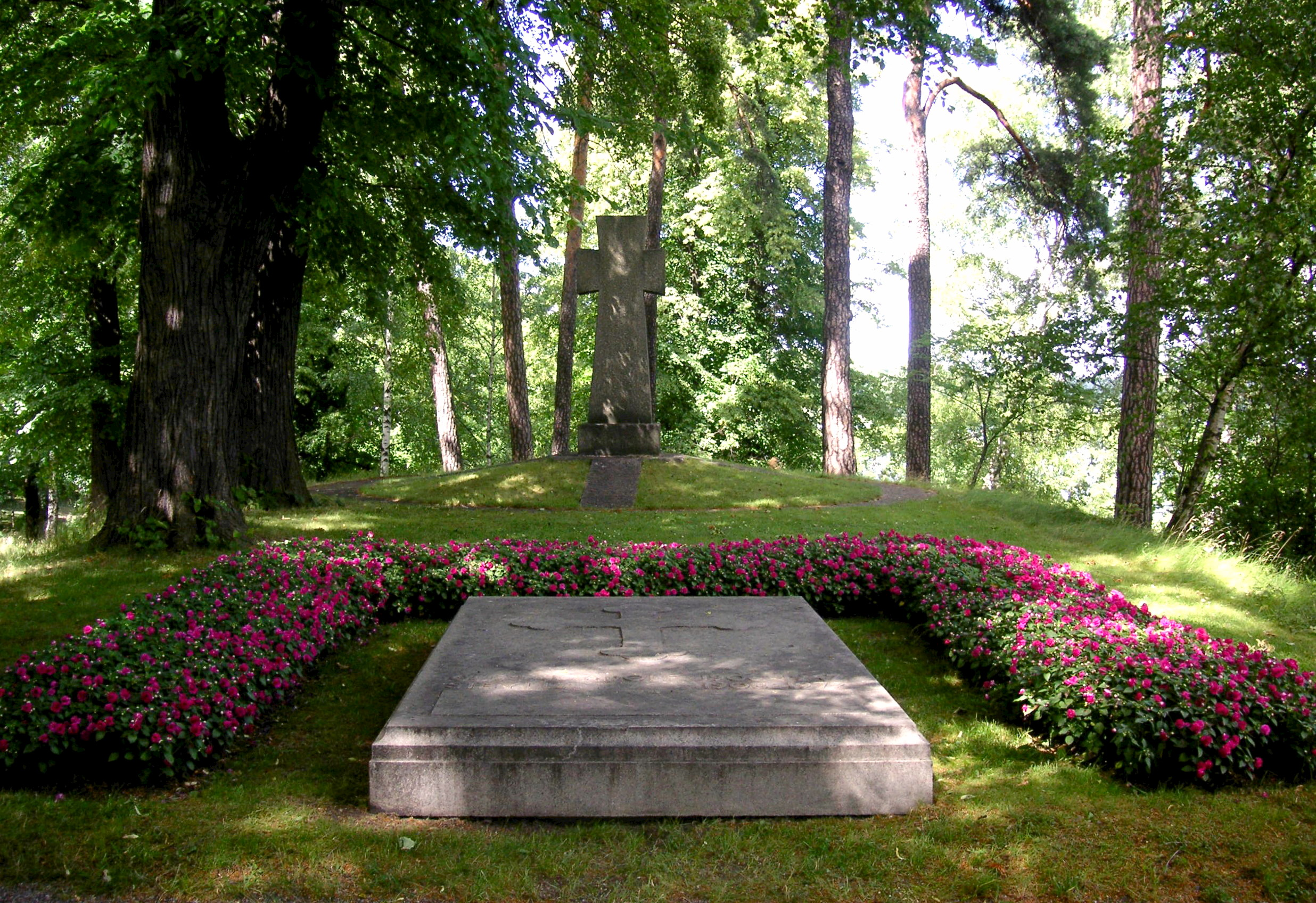
Prins Gustaf Adolfs och prinsessan Sibyllas grav

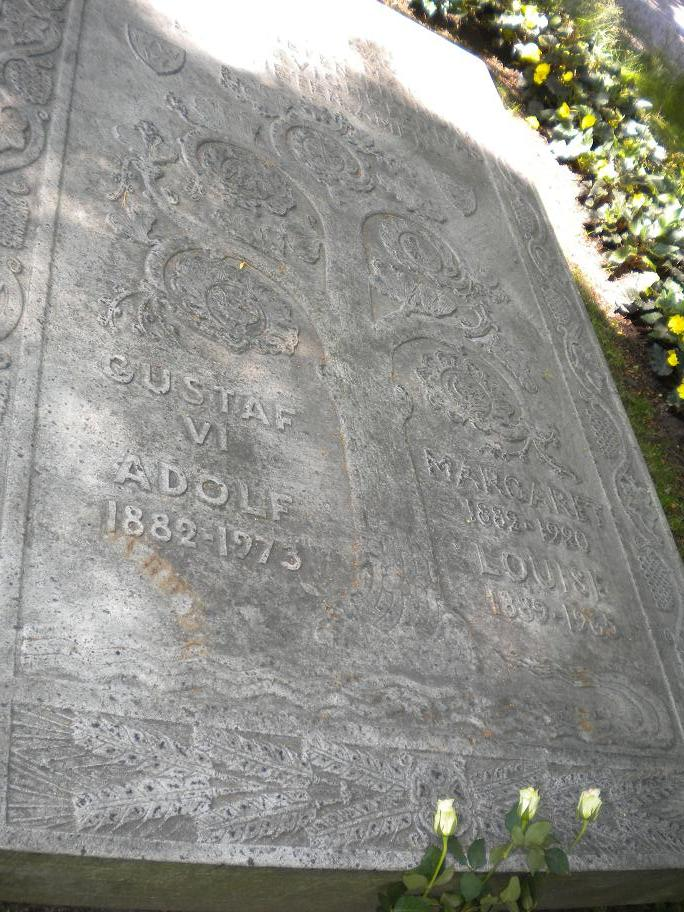
Kronprinsessan Margareta, Kung Gustaf VI Adolf och Drottning Louise.

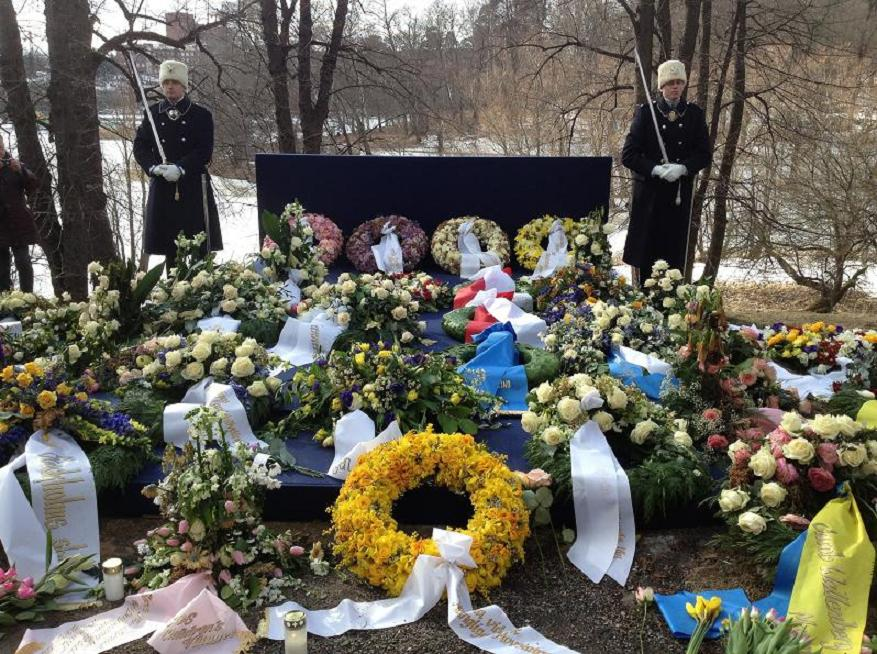
Prinsessan Lilians och Prins Bertils grav, 17 mars 2013.

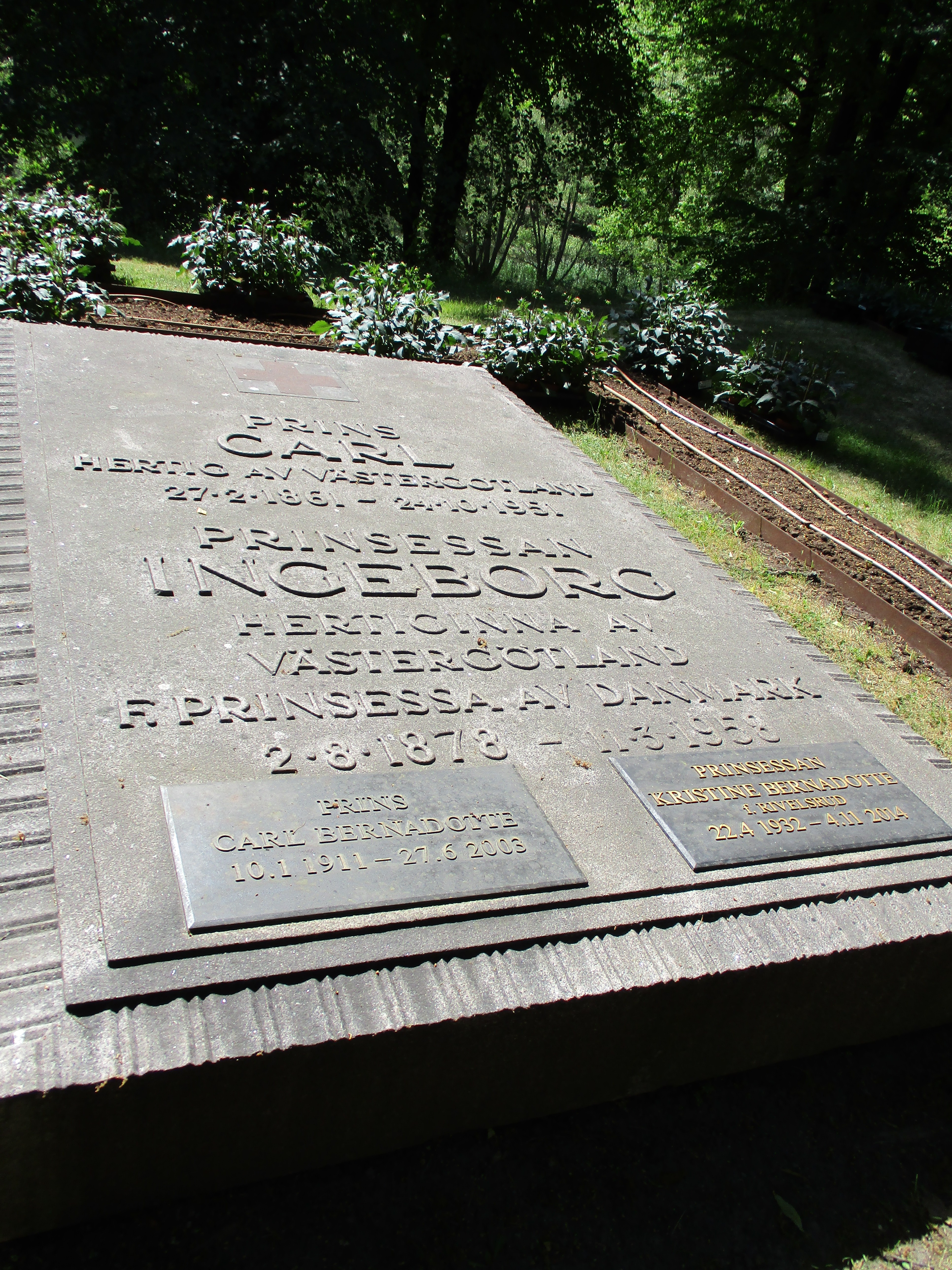
Prins Carl och prinsessan Ingeborg samt sonen Carl med makan Kristine.

Kyrkogården har varit i bruk sedan 1922, då kronprinsessan Margareta gravsattes där efter att ha haft ett tillfälligt vilorum i Storkyrkan i Stockholm. Denna engelska prinsessa, känd för sin konstnärlighet och med intresse för trädgårdsodling, hade uttryckligen yttrat önskemålet att inte bli begravd inomhus i någon kyrka. Riddarholmskyrkan, Sveriges historiska panteon, var dessutom vid denna tid praktiskt taget fullbelagd.
Initiativtagare till Kungliga begravningsplatsen var Kronprinsessan Margareta. 
En udde i Brunnsviken grävdes fri så att ön bildades samtidigt som kyrkogården anlades och tog hela den nya holmen i anspråk. Entrén till begravningsplatsen med bro och grind samt ett kors för kullens högsta punkt formgavs av arkitekt Ferdinand Boberg.
Idag finns sex olika gravplatser på ön, varav de fem första består av gravkamrar gjutna på olika djup under markytan beroende på terrängen. Takhöjden inuti dem är omkring två meter. 
Sedan 1922 har med några undantag alla manliga medlemmar av huset Bernadotte och deras respektive hustrur begravts på Kungliga begravningsplatsen.

## Gravsatta på Kungliga begravningsplatsen
- Kronprinsessan Margareta (1882–1920)
- Prins Gustaf Adolf (1906–1947)
- Prins Carl (1861–1951)
- Prinsessan Ingeborg (1878–1958)
- Drottning Louise (1889–1965)
- Prinsessan Sibylla (1908–1972)
- Kung Gustaf VI Adolf (1882–1973)
- Prins Bertil (1912–1997)
- Sigvard Bernadotte (1907–2002)
- Carl Bernadotte (1911–2003)
- Carl Johan Bernadotte (1916–2012)
- Prinsessan Lilian (1915–2013)
- Kristine Bernadotte (1932–2014)
- Gunnila Bernadotte (1923–2016)
- Prinsessan Birgitta (1937–2024)

## Andra kungliga gravplatser
Svenska kungligheter från tiden före 1920 gravsattes i Riddarholmskyrkan i Stockholm och under tidigare sekel på ett antal andra platser, inte minst under Vasa-tiden i Uppsala domkyrka och under medeltiden i Varnhems klosterkyrka. Sedan 1920 gravsattes följande medlemmar av ätten Bernadotte på andra platser än Kungliga begravningsplatsen i Solna:
- Kung Gustaf V och drottning Victoria, som gravsattes i Riddarholmskyrkan
- Prins Eugen, vars aska gravsattes på hans Waldemarsudde
- Prins Wilhelm, som begravdes på Flens kyrkogård
- Prinsparet Oscar och Ebba Bernadotte, som gravsattes på Norra begravningsplatsen
- Lennart Bernadotte af Wisborg, som gravsattes på hemorten Mainau i Tyskland